# AZ1

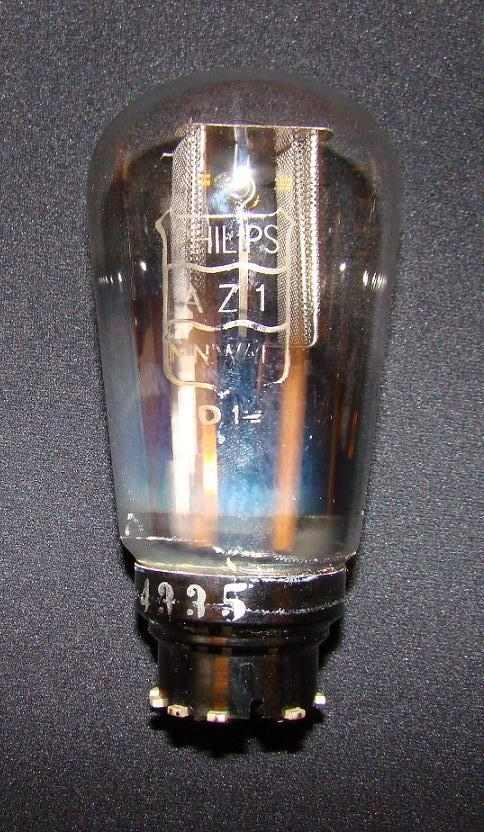
Lampa AZ1 Philipsa z okresu przedwojennego

AZ1 – typ lampy elektronowej, bezpośrednio żarzona duodioda prostownicza z cokołem bocznostykowym. Wprowadzona przed II w.ś. była popularna w Europie od lat 30. do 50. XX wieku.

## Historia i zastosowanie
Od roku 1934 firma Philips rozpoczęła wprowadzanie na rynek lamp z cokołem bocznostykowym. Wśród nich znalazły się również lampy prostownicze, w tym AZ1. Początkowo wiele firm rozpoczęło produkcję pod swoimi własnymi nazwami, wkrótce jednak przyjęto znormalizowane oznaczenia europejskie. Po paru latach Philips wprowadził nowocześniejsze bocznostykowe lampy prostownicze z katodą pośrednio żarzoną (EZ1, EZ2, EZ3, EZ4), wielu producentów pozostało jednak przy starszych konstrukcjach.
W Polsce poczynając od sezonu 1936/1937 lampa AZ1 pojawiła się w odbiornikach radiowych firm Elektrit (Maraton Z, Stentor Z, Victoria Z, Gloria Z), Capello (Rossini Z), Telefunken (Premier Dz, Lord Az, Arystokrata Bz, Magnat Cz), Philips (102A Aladyn, 456A, 695A), Kosmos (K 87A Imperial, K 89A Super-Rekord), PZT (Echo 128Z, 231Z). Szybko stała się podstawową lampą prostowniczą w radioodbiornikach sieciowych również innych firm.

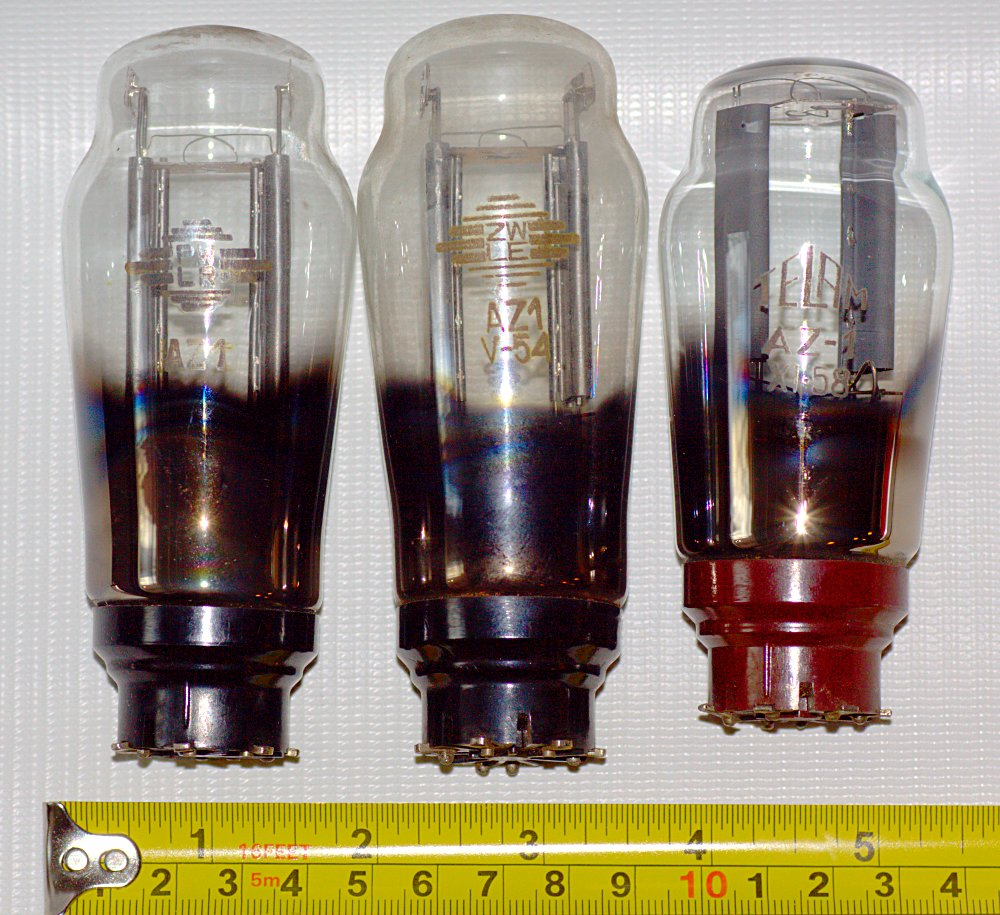
Duodiody prostownicze AZ1 polskiej produkcji (PWLR, ZWLE i Telam)

Po II wojnie światowej produkowano lampy AZ1 w Państwowej Wytwórni Lamp Radiowych (PWLR), Zakładach Wytwórczych Lamp Elektrycznych (ZWLE) i Doświadczalnych Zakładach Lamp Elektronowych (DOLAM). Były one produkowane masowo, w 1961 wyprodukowano 463 tysiące sztuk (cena detaliczna wynosiła 17,50 zł). Stosowano je w licznych odbiornikach radiowych przeznaczonych do zasilania z sieci energetycznej prądu przemiennego aż do lat 60, kiedy zostały wyparte przez prostowniki selenowe. Należały do nich Aga, Barkarola, Czardasz, Kaprys, Mazur, Menuet, Poemat, Polonez, Preludium, Romans, Rondo, Serenada i Śląsk produkcji Diory oraz Aga, Etiuda, Stolica, Syrena i Wola produkcji ZRK.
Lampę AZ1 zastosowano również w gramofonie WW-GE56 Karolinka, pierwszym w Polsce gramofonie ze wzmacniaczem elektrycznym produkowanym w łódzkich zakładach Fonica i w magnetofonie szpulowym Wilga produkcji zakładów Tonsil.

## Podstawowe parametry
Żarzenie:
- napięcie żarzenia  4 V
- prąd żarzenia   1,1 A

| Parametr                | Wartość | Wartość | Wartość |
| ----------------------- | ------- | ------- | ------- |
| napięcie transformatora | 300 V   | 400 V   | 500 V   |
| prąd wyprostowany       | 100 mA  | 75 mA   | 60 mA   |

## Odpowiedniki
Parametry elektryczne lampy AZ1 są zbliżone do parametrów wcześniejszej, posiadającej cokół kołkowy, lampy 1805 Philipsa (RGN 1064 Telefunkena), którą zastąpiła. Identyczne parametry elektryczne mają lampy AZ11 (z cokołem metalowym) oraz AZ31 (z cokołem oktalowym), są one jednak rzadziej spotykane.
Początkowo wiele firm produkowało lampy AZ1 pod własnymi oznaczeniami: DE6, DVG51, G459, R805, T21, TA21, TAZ1, TZ1, VA21, VAZ1, WE54, 4GG4, 4R3, 140NG.